# Taxón Elvis
Taxón Elvis es un término utilizado en paleontología para designar a un grupo que ha sido identificado erróneamente como descendiente de otro ya extinto, pero que realmente no tiene relación filogenética con el grupo anterior y lo que ha pasado es que seres de otro linaje han adquirido una morfología similar por evolución convergente, propiciando el error en la clasificación. Esto significa que el taxón original está extinguido definitivamente y que el grupo definido incluyendo a los falsos descendientes es polifilético. El nombre Elvis alude a Elvis Presley, que a pesar de estar muerto sigue teniendo imitadores.
En contraste, un taxón lázaro es uno que realmente sí es descendiente de otro más antiguo que se creía extinto por haber desaparecido del registro fósil por un tiempo. Y un taxón zombie es un tipo de taxón Lázaro que ha sido datado erróneamente considerándose vivo en un periodo de tiempo en el que ya se había extinguido.
El término fue acuñado por D. H. Erwin y M. L. Droser en un artículo de 1993 para distinguir a los taxones relacionados filogenéticamente de los que no: 

"Mejor que continuar la tradición seguida por Jablonski [en taxón lázaro], preferimos una nominación más tópica y sugerir que tales taxones sean conocidos como taxones Elvis, en alusión a los muchos imitadores de Elvis que han aparecido desde la muerte del 'Rey'."

Lobothyris subgregaria, un braquiópodo del Jurásico, es un ejemplo de taxón Elvis.